# Friedrich Fricke (Politiker)
Friedrich Fricke (*  15. Mai 1892 in Lehre; † 6. Oktober 1988 ebenda) war ein deutscher Landwirt und Politiker (FDP).
Fricke wurde zum Mitglied des Niedersächsischen Landtages gewählt und gehörte diesem in der ersten Wahlperiode vom 8. November 1949 bis zum 30. April 1951 an.

## Ehrungen
- 1976: Bundesverdienstkreuz am Bande der Bundesrepublik Deutschland